# Kylie Minogue (album)
Kylie Minogue is een album uit 1994 van de Australische zangeres Kylie Minogue. Het was Minogues eerste album zonder Stock, Aitken & Waterman.
Minogue wilde voor dit album een wat dansbaarder en minder gangbaar popgeluid en zocht daarbij de hulp van onder meer de bands Saint Etienne, Pet Shop Boys en M People.
Het album bereikte de top 5 in het Verenigd Koninkrijk en Australië. De eerste single van het album, Confide in me, haalde de eerste plaats in Australië en de tweede in het Verenigd Koninkrijk.

## Nummers
1. "Confide in Me" – 5:51
2. "Surrender" – 4:25
3. "If I Was Your Lover" – 4:45
4. "Where Is the Feeling?" – 6:59
5. "Put Yourself in My Place" – 4:54
6. "Dangerous Game" – 5:31
7. "Automatic Love" – 4:45
8. "Where Has the Love Gone?" – 7:46
9. "Falling" – 6:43
10. "Time Will Pass You By" – 5:26